# Ян Цзинъюй
Ма Шандэ́ (кит. упр. 马尚德), более известный под псевдонимом Ян Цзинъю́й (кит. упр. 杨靖宇, 13 февраля 1905 — 23 февраля 1940) — китайский коммунист, герой антияпонского сопротивления.

## Биография
Ма Шандэ в 4-летнем возрасте лишился отца, и жил с матерью и сестрой. В 1912 году начал учиться читать, в 1918 году пошёл в местную начальную школу, в 1923 году поступил в организованное властями провинции Хэнань профессионально-техническое училище.
В 1926 году Ма Шандэ вступил в комсомол, организовывал крестьянское движение в родном уезде. В мае 1927 года вступил в КПК, руководил в своём уезде крестьянскими выступлениями в рамках восстания осеннего урожая, затем занимался подпольной работой в Кайфэне и Лояне.
В 1929 году он был направлен в Маньчжурию, где его наиболее часто используемым псевдонимом стал «Ян Цзинъюй». Там он стал секретарём Фушуньского особого отделения КПК. В 1931 году был арестован, но, воспользовавшись хаосом, воцарившимся после японского вторжения в Маньчжурию, сумел сбежать из тюрьмы. После этого он был секретарём партийного комитета одного из районов Харбина, секретарём Харбинского горкома КПК, исполняющим обязанности секретаря военной комиссии Маньчжурского комитета КПК.
В 1932 году Ян Цзинъюй организовал 32-ю армию Рабоче-крестьянской красной армии, которая начала партизанскую деятельность в Южной Маньчжурии, базой которой стал уезд Паньши. 26 января 1933 года ЦК КПК выпустил указания по организации антияпонской борьбы в Маньчжурии, в соответствии с которыми в сентябре 1933 года была организована Северо-Восточная народная революционная армия; Ян Цзинъюй стал командующим 1-й отдельной дивизии Северо-Восточной народно-революционной армии, а в следующем году — командующим 1-й армии. В 1936 году, в соответствии с «Декларацией 1 августа» была создана Северо-Восточная антияпонская объединённая армия, в которой Ян Цзинъюй возглавил 1-ю армейскую группу.
Партизанские войска под командованием Ян Цзинъюя в 1936—1938 годах дважды устраивали походы на запад, угрожая японским линиям снабжения в Телине и Фушуне. В связи с начавшейся войной в Китае это создавало серьёзную угрозу японскому тылу, поэтому во второй половине 1938 года японцы сосредоточили в Маньчжоу-го большое количество войск для антипартизанской деятельности, и назначили большую награду за голову Ян Цзинъюя. Однако это не помогло, сложилась патовая ситуация: хотя японцы контролировали побережье, крупные города и линии железных дорог, китайские войска удерживали районы в горах и лесах, откуда периодически совершали вылазки.
К середине февраля 1940 года японцам удалось окружить войска Ян Цзинъюя в провинции Гирин, в результате чего он был вынужден разделить свои войска на мелкие группы с приказом пробиваться из окружения самостоятельно. Отряд, в котором находился сам Ян Цзинъюй, был почти полностью уничтожен японцами; он сам в итоге был окружён в небольшом леске в уезде Мэнцзян, где погиб в бою.

## Память
После войны в честь Ян Цзинъюя уезд Мэнцзян был переименован в «Цзинъюй».